# Beth Brait
Elisabeth "Beth" Brait é uma letróloga, ensaísta, linguista e crítica literária brasileira conhecida especialmente por seus trabalhos sobre estudos do discurso na perspectiva bakhtiniana. É doutora e livre-docente em linguística pela Universidade de São Paulo e pós-doutora pela École des Hautes Études en Sciences Sociales. Criou o periódico Bakhtiniana – Revista de Estudos do Discurso, do qual é editora. Foi presidente da Associação Nacional de Pós graduação e Pesquisa em Letras e Linguística de 2006 a 2008. É professora da Pontifícia Universidade Católica de São Paulo desde 1998, tendo sido professora da Universidade de São Paulo de 1973 a 1997.